# Julio Mendoza Dongo
Julio Miguel Mendoza Dongo fue un político peruano. 
Nació en Arequipa el 19 de junio de 1910. Sus padres fueron Aurelio Mendoza Alfaro y Felicitas Dongo. Cursó sus estudios primarios y secundarios en el Colegio Independencia Americana de Arequipa. Los estudios superiores los curó en la Universidad Nacional de San Antonio Abad del Cusco.
Fue elegido diputado por el departamento del Cusco en 1956 con 1121 votos en las Elecciones de 1956 en los que salió elegido por segunda vez Manuel Prado Ugarteche. Durante su gestión impulsó la creación del Colegio Nacional Mixto «Santo Tomás» en la ciudad de Santo Tomás en la provincia de Chumbivilcas mediante la Ley de Presupuesto de 1961.